# Michail Georgievič Pervuchin
Michail Georgievič Pervuchin (in russo Михаи́л Гео́ргиевич Перву́хин?; Jurjuzan', 14 ottobre 1904, 1º aprile del calendario giuliano – Mosca, 22 luglio 1978) è stato un politico e ingegnere sovietico.

## Biografia
Nato nel Governatorato di Ufa, studiò presso l'Istituto economico Plechanov di Mosca fino al 1929 ed iniziò a lavorare nel settore energetico. Dal 1937 iniziò a rivestire ruoli nell'ambito del Governo sovietico, fino a diventare tra il 1939 e il 1940 Commissario del popolo per l'industria elettrica, tra il 1942 e il 1950 Commissario del popolo e poi Ministro dell'industria chimica, tra il 1953 e il 1954 di nuovo Ministro dell'industria chimica e nel 1957 della meccanica media. È stato inoltre membro del Comitato Centrale del PCUS dal 1939 al 1961 e del Presidium del Comitato Centrale dal 1952 al 1957. Tra il 1956 e il 1957 è stato al vertice del Comitato governativo per la pianificazione economica corrente.

## Onorificenze
- Eroe del lavoro socialista (1949)
- Ordine di Lenin (5)
- Ordine della Rivoluzione d'ottobre
- Ordine della Bandiera rossa del lavoro